# Miconia pulchra
Miconia pulchra är en tvåhjärtbladig växtart som beskrevs av Célestin Alfred Cogniaux. Miconia pulchra ingår i släktet Miconia och familjen Melastomataceae. Inga underarter finns listade i Catalogue of Life.